# 김정삼
김정삼(?~)은 조선민주주의인민공화국의 탁구 선수이다.
1965년 세계 탁구 선수권 대회 남자 단체전에서 동메달을,1967년 세계 탁구 선수권 대회 남자 단체전에서 은메달을 획득했다.